# Gayfield Park
Der Gayfield Park ist ein Fußballstadion in der Stadt Arbroath an der schottischen Ostküste. Es ist die sportliche Heimat und Eigentum des FC Arbroath. Die Spielstätte bietet heute 4125 Plätze, von denen 714 Sitzplätze sind. Am 22. Februar 1952 kamen zu einem Spiel gegen die Glasgow Rangers 13.510 Besucher in die Sportstätte; dies ist bis heute bestehender Zuschauerrekord der Anlage.
Die Anlage ist am südlichen Ende der Stadt direkt an der Uferpromenade, nur wenige Meter von der Nordsee entfernt, gelegen. Es besteht aus vier Tribünen, die jede zu einem Teil mittig überdacht sind. Einzig die Haupttribüne, die im Jahr 2002 neu errichtet wurde, beherbergt Sitzplätze. Nachdem die erste Spielstätte von 1880 abgerissen wurde; folgte 1925 leicht versetzt das heutige Stadion.

## Tribünen
- Gayfield Main Stand – Haupttribüne, West, Sitz- und Stehplätze
- East Terrace – Gegentribüne, Ost, Stehplätze
- Harbour Town End – Hintertortribüne, Nord, Stehplätze
- Seaforth End – Hintertortribüne, Süd, Gästerang, Stehplätze